# レインボーS.p.A.
レインボーS.p.A.（Rainbow S.p.A）は1995年にイジーニオ・ストラフィにより設立されたイタリアのアニメーション制作会社。旧称: レインボーS.r.l.。本社はロレート。レインボーはローマ郊外にある遊園地レインボー・マジックランドも運営している。イジーニオ・ストラフィを出資し、2018年にS.r.l.（有限会社）からS.p.A.（株式会社）に移行して、イタリア証券取引所に上場した。

## 主な代表作
- "WINX" Franchise
  - Winx Club
    - Winx Club - 失われた王国の秘密（2007年）
    - Winx Club 3D - マジカルアドベンチャー（2010年）
    - Winx Club - 深淵の謎（2014年）

  - ポップピクシー（PopPixie）
  - ワールド・オブ・ウィンクス（World of Winx）
  - ウィンクス・サーガ: 宿命（Fate: The Winx Saga） - 実写版テレビドラマシリーズ、2021年
- モンスター・アレルギー（2005年、同名コミックが原作）
- トミー&オスカー
- グラディエーターズ・オブ・ローマ（2012年）
- ミア・アンド・ミー（英語版）（2012年、ラッキーパンチ、マーチ・エンタテインメント、ZDF共同制作、主演：ロザベル・ラウレンティ・セラーズ）
- リーガル・アカデミー
- マギー&ビアンカ・ファッション・フレンズ（実写ドラマ、2016年）
- マーメイド・マジック（2024年ネットフリックス独占配信）

### イベント
- Winx Power Show
- Winx on Ice